# Otto Pautsch
Otto Pautsch (* 2. September 1873 in Dramburg, Pommern; † 10. November 1945 in Belgard an der Persante, Pommern) war ein preußischer Lehrer und Landrat im Kreis Lebus (1920–1926). Im Jahr 1926 wechselte er als Regierungsrat nach Magdeburg.